# Oleksandr Damin
Oleksandr Mykolajovyč Damin (in ucraino Олександр Миколайович Дамін?; in russo Александр Николаевич Дамин?, Aleksandr Nikolaevič Damin; Komsomol'sk-na-Amure, 28 agosto 1952) è un ex calciatore sovietico, dal 1991 ucraino, di ruolo difensore o centrocampista.

## Carriera
Prodotto del settore giovanile della Dinamo Kiev, vinse con gli ucraini due campionati sovietici, una coppa nazionale, la Coppa delle Coppe e la Supercoppa UEFA. Ha avuto una breve parentesi come allenatore di una squadra giovanile.
Nel 2015 fu insignito dell'Ordine al Merito di terzo grado.

## Palmarès

### Giocatore

#### Competizioni nazionali
- Campionato sovietico: 2

Dinamo Kiev: 1974, 1975

#### Competizioni internazionali
- Coppa delle Coppe: 1

Dinamo Kiev: 1974-1975
- Supercoppa UEFA: 1

Dinamo Kiev: 1975